# 菊 (姓)
菊（きく）は、漢姓の一つ。

## 朝鮮の姓
菊（きく、クㇰ、クク、朝: 국）は、朝鮮人の姓の一つである。

### 氏族
2015年の調査で潭陽菊氏は35人、残りの8人の本貫は不明である。

### 人口と割合
1960年度国勢調査の時初めて現われた姓である。
| 年度   | 人口  | 世帯数  | 順位         | 割合 |
| ------ | ----- | ------- | ------------ | ---- |
| 1960年 | 108人 | 17世帯  | 258姓中192位 |      |
| 1985年 |       | 109世帯 | 258姓中187位 |      |
| 2000年 |       |         |              |      |
| 2015年 | 43人  |         |              |      |